# Bawasawa
Bawasawa is een bestuurslaag in het regentschap Nias Barat van de provincie Noord-Sumatra, Indonesië. Bawasawa telt 205 inwoners (volkstelling 2010).